# Vendée Globe 2000-2001

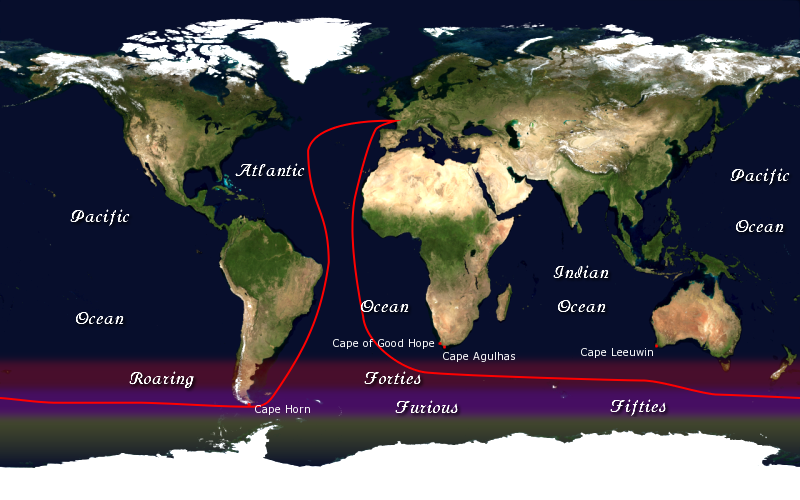
De route van de Vendée Globe

De Vendée Globe 2000-2001 was de vierde editie van de non-stop solowedstrijd zeilen om de wereld. Vierentwintig boten gingen van start en de Fransman Michel Desjoyeaux won de race na 93 dagen zeilen. Vijftien boten haalden de finish. 

## Wedstrijd
Na het dodelijk ongeluk en het vele kapseizen tijdens de vorige editie werden nieuwe veiligheidsregels van kracht. Dit keer ging het merendeel goed. Er vielen geen dodelijke slachtoffers en een groot aantal deelnemers haalde de finish. Aan de race nam de jongste deelnemer tot dat moment deel; de 24-jarige Ellen MacArthur met haar boot Kingfisher.
Yves Parlier nam als eerste de leiding maar hij werd al snel achterhaald door Michel Desjoyeaux. In een poging om Desjoyeaux bij te halen brak Parliers mast en het contact met de wedstrijdleiding ging verloren. MacArthur ging assistentie verlenen maar later werd haar verteld om door te racen nadat het radiocontact weer was hersteld. Parlier slaagde erin om zonder externe hulp zijn mast te repareren en kon de race uitvaren.
Desjoyeaux lag op de terugweg bij Kaap Hoorn zo'n 600 zeemijl voor op MacArthur en die haalde halverwege de Atlantische Oceaan de boot van haar rivaal in. In de windluwe doldrums wisselde de leidende positie om en om. Daar echter kwam MacArthur in aanvaring met een zeecontainer en moest reparaties uitvoeren. De zege ging daardoor naar Desjoyeaux en MacArthur kwam een dag later binnen.
| Plaats         | Zeiler               | Boot                     | Nationaliteit | Tijd                            |
| -------------- | -------------------- | ------------------------ | ------------- | ------------------------------- |
| 1              | Michel Desjoyeaux    | PRB                      | FRA           | 93 dagen, 3 uur en 57 minuten   |
| 2              | Ellen MacArthur      | Kingfisher               | GBR           | 94 dagen, 4 uur en 25 minuten   |
| 3              | Roland Jourdain      | Sill Matines La potagère | FRA           | 96 dagen, 1 uur en 2 minuten    |
| 4              | Marc Thiercelin      | Active Wear              | FRA           | 102 dagen, 20 uur en 37 minuten |
| 5              | Dominic Wavre        | Union bancaire Privée    | SUI           | 105 dagen, 2 uur en 45 minuten  |
| 6              | Thomas Coville       | Sodébo                   | FRA           | 105 dagen, 7 uur en 24 minuten  |
| 7              | Mike Golding         | Team Group 4             | GBR           | 110 dagen, 16 uur en 22 minuten |
| 8              | Bernard Gallay       | Voilà.fr                 | FRA/ SUI      | 111 dagen, 16 uur en 7 minuten  |
| 9              | Josh Hall            | Gartmore                 | GBR           | 111 dagen, 19 uur en 48 minuten |
| 10             | Joé Seeten           | Chocolats du Monde       | FRA           | 115 dagen, 16 uur en 46 minuten |
| 11             | Patrice Carpentier   | VM Matériaux             | FRA           | 116 dagen, 00 uur en 32 minuten |
| 12             | Simone Bianchetti    | Aquarelle.com            | ITA           | 121 dagen, 1 uur en 28 minuten  |
| 13             | Yves Parlier         | Aquitaine Innovations    | FRA           | 126 dagen, 23 uur en 36 minuten |
| 14             | Didier Munduteguy    | DDP/60è Sud              | FRA           | 135 dagen, 15 uur en 17 minuten |
| 15             | Pasquale de Gregorio | Wind Telecommunicazioni  | ITA           | 158 dagen, 2 uur en 37 minuten  |
| Niet gefinisht |                      |                          |               |                                 |
| -              | Catherine Chabaud    | Whirlpool                | FRA           | verloor haar mast               |
| -              | Thierry Dubois       | Solidaires               | FRA           | elektronische problemen         |
| -              | Raphaël Dinelli      | Sogal Extenso            | FRA           | beschadigd roer                 |
| -              | Fedor Konioukhov     | Modern Univ./Humanities  | RUS           | opgave                          |
| -              | Javier Sanso         | Old Spice                | ESP           | opgave                          |
| -              | Eric Dumont          | Euroka Services          | FRA           | beschadigd roer                 |
| -              | Richard Tolkien      | ?                        | GBR           | schade aan de tuigage           |
| -              | Bernard Stamm        | Armor-Lux/foies Gras     | SUI           | stuurproblemen                  |
| -              | Patrick de Radiguès  | Libre Belgique           | BEL           | gestrand                        |